# جورج شيرمان
جورج شيرمان (بالإنجليزية: George Sherman)‏ هو مخرج أمريكي، ولد في 14 يوليو 1908 في نيويورك في الولايات المتحدة، وتوفي في 15 مارس 1991 في لوس أنجلوس في الولايات المتحدة.

## وصلات خارجية
- جورج شيرمان على موقع IMDb (الإنجليزية)
- جورج شيرمان على موقع ألو سيني (الفرنسية)
- جورج شيرمان على موقع أول موفي (الإنجليزية)
- جورج شيرمان على موقع قاعدة بيانات الأفلام السويدية (السويدية)
- جورج شيرمان على موقع إن إن دي بي (الإنجليزية)
- جورج شيرمان على موقع قاعدة بيانات الفيلم (الإنجليزية)
- جورج شيرمان على موقع كينوبويسك (الروسية)